# Костенурка (формация)
 Тази статия е за бойната формация.  За разреда влечуги вижте Костенурки.  
Костенурка (лат. testudo) е бойна формация в римската пехота, изграждана за защита от метателни оръжия при настъпление или обсада. Тази тактическа единица присъства и във византийската войска под името „фулкон“

## Описание
За да формират „костенурка“ войниците сгъстяват строя, като първия ред поставя щитовете си плътно един до друг на нивото на очите. Следващите зад тях вдигат своите над главите си, като ги балансират върху шлема на войника пред себе си. Войниците по фланга слагат щитовете си отстрани, а тези от последния ред ги държат зад гърба си, така че да се защити формацията от всякъде. Дион Касий твърди, че „костенурката“ е толкова здрава, че върху нея може да се язди кон.
Все пак тази тактика имала и своите недостатъци. Поради близостта на войниците един до друг, за тях било много трудно да се бият. Така например партските катафракти и конни стрелци победили „костенурките“ в битката при Кара.